# Point Fortin Civic Football Club
Point Fortin Civic Football Club es un club de fútbol profesional de Trinidad y Tobago, con sede en Punta Fortín, que juega en la TT Premier Football League.

## Historia
El equipo fue fundado en 1967. En 1969 ganó la Copa de Trinidad y Tobago, venciendo a Harvard en la final.
En 2008 se fusionó con Southeast Drillers para formar F.C. South End. La experiencia de South End terminó en 2011 y posteriormente se restauró Point Fortin Civic.
El equipo volvió a jugar en la máxima categoría en 2013, obteniendo en la temporada 2019-2020 el mejor puesto jamás logrado en la historia del club, es decir, el tercer puesto.

## Palmarés
- Copa de Trinidad y Tobago (1): 1969